# Central Luzon State University
Die Central Luzon State University (CLSU) befindet sich in der Provinz Nueva Ecija auf den Philippinen. Sie gilt als eine bedeutende Bildungseinrichtung in der Verwaltungsregion der Central Luzon. Die Universität hat vier Standorte, die eine Gesamtfläche von ca. 17 km² umfassen. Der Hauptcampus wird vom Department of Tourism als eine Sehenswürdigkeit auf der Insel Luzon beworben. Die Universität gilt als ein international renommiertes Forschungsinstitut in den Bereichen Land- und Forstwirtschaft. An der Universität schrieben sich im zweiten Semester 2011 10.643 Studenten ein
Sie gilt in beiden Forschungs- und Ausbildungsbereichen als eine der drei zentralen Hochschulen der Philippinen, die anderen beiden sind die Visayas State University (VSU) und die Central Mindanao University (CMU).

## Standorte
Die Universität ist aufgeteilt auf vier Standorte in folgenden Gemeinden:
- Der Central Luzon State University Hauptsitz befindet sich in der Science City of Muñoz, und umfasst eine Fläche von 6,58 km². Ein ca. 10 km² großes Außengelände für Feldstudien befindet sich in Carranglan. Am Hauptcampus der Universität sind das Institute of Sports, Physical Education and Recreation, Institute for Information Systems, Institute for Climate Change and Environmental Management, CLSU Testing and Evaluation Center, Center for Educational Resources Development and Services, Center for Central Luzon Studies, Regional Science Teaching Center, Center for Tropical Mushroom Research and Development und das National Service Training Program angesiedelt.
- CLSU University Laboratory High School im Barangay Bibiclat in Aliaga
- CLSU University Laboratory High School im Barangay Palusapis, Science City of Muñoz
- CLSU University Laboratory High School im Barangay Pinili, San Jose City

## Fakultäten
Die Central Luzon State University beherbergt acht verschiedene Fakultäten, diese sind in Hochschul- und Fachschulbereiche, sowie in der Berufsausbildung in Colleges und Laboratory High Schools gegliedert. Des Weiteren befinden sich drei allgemeinbildende Schulen im Organisationssystem der Universität. Dieses sind College of Agriculture, College of Arts and Sciences, College of Business Administration and Accountancy, College of Education, College of Engineering, College of Fisheries, College of Home Science and Industry, College of Veterinary Science and Medicine. Es werden jedes Semester circa 10.000 Studenten in den einzelnen Ausbildungsprogrammen unterrichtet.

## Geschichte
Die Geschichte der Universität begann am 12. April 1907, als die Central Luzon Agricultural School (CLAS) eröffnet wurde. Diese wurde am 31. Dezember 1950 in das Central Luzon Agricultural College (CLAC) überführt. Am 18. Juni 1964 erhielt das College den Titel einer Universität verliehen und die Central Luzon State University (CLSU) entstand. Die drei Laboratory High Schools entstanden 1979 und unterstehen dem College of Education.